# Gretz-Armainvilliers
Gretz-Armainvilliers és un municipi francès, situat al departament de Sena i Marne i a la regió de Illa de França. L'any 2007 tenia 7.796 habitants.
Forma part del cantó d'Ozoir-la-Ferrière, del districte de Torcy i de la Comunitat de comunes Les Portes Briardes entre Villes et Forêts.

## Demografia

### Població
El 2007 la població de fet de Gretz-Armainvilliers era de 7.796 persones. Hi havia 2.978 famílies, de les quals 801 eren unipersonals (322 homes vivint sols i 479 dones vivint soles), 778 parelles sense fills, 1.100 parelles amb fills i 299 famílies monoparentals amb fills.
La població ha evolucionat segons el següent gràfic:
Habitants censats

### Habitatges
El 2007 hi havia 3.256 habitatges, 3.049 eren l'habitatge principal de la família, 41 eren segones residències i 166 estaven desocupats. 1.826 eren cases i 1.416 eren apartaments. Dels 3.049 habitatges principals, 1.789 estaven ocupats pels seus propietaris, 1.193 estaven llogats i ocupats pels llogaters i 68 estaven cedits a títol gratuït; 142 tenien una cambra, 327 en tenien dues, 729 en tenien tres, 849 en tenien quatre i 1.002 en tenien cinc o més. 2.125 habitatges disposaven pel capbaix d'una plaça de pàrquing. A 1.527 habitatges hi havia un automòbil i a 1.034 n'hi havia dos o més.

### Piràmide de població
La piràmide de població per edats i sexe el 2009 era:
| Homes | Edats   | Dones |
| ----- | ------- | ----- |
| 0     | 95 o +  | 0     |
| 8     | 90 a 94 | 8     |
| 36    | 85 a 89 | 36    |
| 32    | 80 a 84 | 52    |
| 52    | 75 a 79 | 104   |
| 88    | 70 a 74 | 124   |
| 164   | 65 a 69 | 136   |
| 176   | 60 a 64 | 160   |
| 172   | 55 a 59 | 196   |
| 240   | 50 a 54 | 268   |
| 328   | 45 a 49 | 304   |
| 296   | 40 a 44 | 316   |
| 296   | 35 a 39 | 276   |
| 336   | 30 a 34 | 336   |
| 320   | 25 a 29 | 288   |
| 224   | 20 a 24 | 276   |
| 317   | 15 a 19 | 236   |
| 360   | 10 a 14 | 252   |
| 280   | 5 a 9   | 256   |
| 232   | 0 a 4   | 204   |

## Economia
El 2007 la població en edat de treballar era de 5.114 persones, 3.935 eren actives i 1.179 eren inactives. De les 3.935 persones actives 3.557 estaven ocupades (1.831 homes i 1.726 dones) i 378 estaven aturades (193 homes i 185 dones). De les 1.179 persones inactives 386 estaven jubilades, 462 estaven estudiant i 331 estaven classificades com a «altres inactius».

### Ingressos
El 2009 a Gretz-Armainvilliers hi havia 3.010 unitats fiscals que integraven 7.942,5 persones, la mediana anual d'ingressos fiscals per persona era de 20.120 €.

### Activitats econòmiques
Dels 383 establiments que hi havia el 2007, 3 eren d'empreses extractives, 8 d'empreses alimentàries, 7 d'empreses de fabricació de material elèctric, 2 d'empreses de fabricació d'elements pel transport, 18 d'empreses de fabricació d'altres productes industrials, 64 d'empreses de construcció, 85 d'empreses de comerç i reparació d'automòbils, 28 d'empreses de transport, 19 d'empreses d'hostatgeria i restauració, 8 d'empreses d'informació i comunicació, 21 d'empreses financeres, 19 d'empreses immobiliàries, 47 d'empreses de serveis, 33 d'entitats de l'administració pública i 21 d'empreses classificades com a «altres activitats de serveis».
Dels 116 establiments de servei als particulars que hi havia el 2009, 1 era una oficina de correu, 6 oficines bancàries, 1 funerària, 11 tallers de reparació d'automòbils i de material agrícola, 1 taller d'inspecció tècnica de vehicles, 1 autoescola, 12 paletes, 4 guixaires pintors, 10 fusteries, 12 lampisteries, 13 electricistes, 6 empreses de construcció, 5 perruqueries, 1 veterinari, 4 agències de treball temporal, 15 restaurants, 7 agències immobiliàries, 3 tintoreries i 3 salons de bellesa.
Dels 35 establiments comercials que hi havia el 2009, 3 eren supermercats, 1 un supermercat, 2 botiges de menys de 120 m², 6 fleques, 3 carnisseries, 2 peixateries, 2 llibreries, 2 botigues de roba, 2 botigues d'equipament de la llar, 1 una sabateria, 2 botigues de mobles, 1 una botiga de material esportiu, 1 una botiga de material de revestiment de parets i terra, 1 un drogueria, 1 una perfumeria i 5 floristeries.

## Equipaments sanitaris i escolars
El 2009 hi havia 3 farmàcies i 1 ambulància.
El 2009 hi havia 2 escoles maternals i 3 escoles elementals. Gretz-Armainvilliers disposava d'un col·legi d'educació secundària amb 453 alumnes.

## Poblacions més properes
El següent diagrama mostra les poblacions més properes.